# Europarlamentari della Germania della II legislatura
Gli europarlamentari della Germania della II legislatura, eletti in occasione delle elezioni europee del 1984, furono i seguenti.

## Composizione storica
| Europarlamentare                           | Lista                                    | Gruppo |
| ------------------------------------------ | ---------------------------------------- | ------ |
| Heinrich Aigner                            | Unione Cristiano-Sociale in Baviera      | PPE    |
| Siegbert Alber                             | Unione Cristiano-Democratica di Germania | PPE    |
| Rudi Arndt                                 | Partito Socialdemocratico di Germania    | SOC    |
| Otto Bardong                               | Unione Cristiano-Democratica di Germania | PPE    |
| Undine-Uta Bloch von Blottnitz             | I Verdi                                  | ARC    |
| Erik Bernhard Blumenfeld                   | Unione Cristiano-Democratica di Germania | PPE    |
| Reinhold L. Bocklet                        | Unione Cristiano-Sociale in Baviera      | PPE    |
| Ursula Braun-Moser                         | Unione Cristiano-Democratica di Germania | PPE    |
| Jürgen Brinckmeier                         | Partito Socialdemocratico di Germania    | SOC    |
| Elmar Brok                                 | Unione Cristiano-Democratica di Germania | PPE    |
| Manfred Artur Ebel                         | Unione Cristiano-Democratica di Germania | PPE    |
| Ludwig Fellermaier                         | Partito Socialdemocratico di Germania    | SOC    |
| Katharina Focke                            | Partito Socialdemocratico di Germania    | SOC    |
| Otmar Franz                                | Unione Cristiano-Democratica di Germania | PPE    |
| Bruno Friedrich                            | Partito Socialdemocratico di Germania    | SOC    |
| Ingo Friedrich                             | Unione Cristiano-Sociale in Baviera      | PPE    |
| Isidor W. Früh                             | Unione Cristiano-Democratica di Germania | PPE    |
| Fritz Gautier                              | Partito Socialdemocratico di Germania    | SOC    |
| Friedrich-Wilhelm Graefe zu Baringdorf     | I Verdi                                  | ARC    |
| Benedikt Härlin                            | I Verdi                                  | ARC    |
| Wilhelm F.T. Hahn                          | Unione Cristiano-Democratica di Germania | PPE    |
| Klaus Hänsch                               | Partito Socialdemocratico di Germania    | SOC    |
| Brigitte Heinrich                          | I Verdi                                  | ARC    |
| Magdalene Hoff                             | Partito Socialdemocratico di Germania    | SOC    |
| Karl-Heinz Hoffmann                        | Unione Cristiano-Democratica di Germania | PPE    |
| Egon Klepsch                               | Unione Cristiano-Democratica di Germania | PPE    |
| Jan Klinkenborg                            | Partito Socialdemocratico di Germania    | SOC    |
| Michael Klöckner                           | I Verdi                                  | ARC    |
| Horst Langes                               | Unione Cristiano-Democratica di Germania | PPE    |
| Gerd Ludwig Lemmer                         | Unione Cristiano-Democratica di Germania | PPE    |
| Marlene Lenz                               | Unione Cristiano-Democratica di Germania | PPE    |
| Rolf Linkohr                               | Partito Socialdemocratico di Germania    | SOC    |
| Rudolf Luster                              | Unione Cristiano-Democratica di Germania | PPE    |
| Kurt Malangré                              | Unione Cristiano-Democratica di Germania | PPE    |
| Meinolf Mertens                            | Unione Cristiano-Democratica di Germania | PPE    |
| Karl-Heinrich Mihr                         | Partito Socialdemocratico di Germania    | SOC    |
| Werner Münch                               | Unione Cristiano-Democratica di Germania | PPE    |
| (Hans) Johannes Wilhelm Peters             | Partito Socialdemocratico di Germania    | SOC    |
| Gabriele Peus                              | Unione Cristiano-Democratica di Germania | PPE    |
| Gero Pfennig                               | Unione Cristiano-Democratica di Germania | PPE    |
| Dorothee Piermont                          | I Verdi                                  | ARC    |
| Fritz Pirkl                                | Unione Cristiano-Sociale in Baviera      | PPE    |
| Hans Poetschki                             | Unione Cristiano-Democratica di Germania | PPE    |
| Hans-Gert Pöttering                        | Unione Cristiano-Democratica di Germania | PPE    |
| Renate-Charlotte Rabbethge                 | Unione Cristiano-Democratica di Germania | PPE    |
| Günter Rinsche                             | Unione Cristiano-Democratica di Germania | PPE    |
| Dieter Rogalla                             | Partito Socialdemocratico di Germania    | SOC    |
| Mechtild Rothe                             | Partito Socialdemocratico di Germania    | SOC    |
| Willi Rothley                              | Partito Socialdemocratico di Germania    | SOC    |
| Bernhard Sälzer                            | Unione Cristiano-Democratica di Germania | PPE    |
| Jannis Sakellariou                         | Partito Socialdemocratico di Germania    | SOC    |
| Heinke Salisch                             | Partito Socialdemocratico di Germania    | SOC    |
| Dieter P.A. Schinzel                       | Partito Socialdemocratico di Germania    | SOC    |
| Ursula Schleicher                          | Unione Cristiano-Sociale in Baviera      | PPE    |
| Gerhard Schmid                             | Partito Socialdemocratico di Germania    | SOC    |
| Konrad Schön                               | Unione Cristiano-Democratica di Germania | PPE    |
| Heinz Schreiber                            | Partito Socialdemocratico di Germania    | SOC    |
| Frank Schwalba-Hoth                        | I Verdi                                  | ARC    |
| Horst Seefeld                              | Partito Socialdemocratico di Germania    | SOC    |
| Hans-Joachim Seeler                        | Partito Socialdemocratico di Germania    | SOC    |
| Lieselotte Seibel-Emmerling                | Partito Socialdemocratico di Germania    | SOC    |
| Barbara Simons                             | Partito Socialdemocratico di Germania    | SOC    |
| Leopold Späth                              | Unione Cristiano-Democratica di Germania | PPE    |
| Graf von Franz Ludwig, Schenk Stauffenberg | Unione Cristiano-Sociale in Baviera      | PPE    |
| Günter Topmann                             | Partito Socialdemocratico di Germania    | SOC    |
| Jochen van Aerssen                         | Unione Cristiano-Democratica di Germania | PPE    |
| Heinz Oskar Vetter                         | Partito Socialdemocratico di Germania    | SOC    |
| Kurt Vittinghoff                           | Partito Socialdemocratico di Germania    | SOC    |
| Philipp von Bismarck                       | Unione Cristiano-Democratica di Germania | PPE    |
| Thomas von der Vring                       | Partito Socialdemocratico di Germania    | SOC    |
| Otto von Habsburg                          | Unione Cristiano-Sociale in Baviera      | PPE    |
| Karl von Wogau                             | Unione Cristiano-Democratica di Germania | PPE    |
| Manfred W. Wagner                          | Partito Socialdemocratico di Germania    | SOC    |
| Gerd Walter                                | Partito Socialdemocratico di Germania    | SOC    |
| Kurt Wawrzik                               | Unione Cristiano-Democratica di Germania | PPE    |
| Beate Weber                                | Partito Socialdemocratico di Germania    | SOC    |
| Rudolf Wedekind                            | Unione Cristiano-Democratica di Germania | PPE    |
| Klaus H.W. Wettig                          | Partito Socialdemocratico di Germania    | SOC    |
| Heidemarie Wieczorek-Zeul                  | Partito Socialdemocratico di Germania    | SOC    |
| Hans-Jürgen Zahorka                        | Unione Cristiano-Democratica di Germania | PPE    |
| Axel N. Zarges                             | Unione Cristiano-Democratica di Germania | PPE    |

## Modifiche intervenute

### Unione Cristiano-Democratica di Germania
- In data 02.12.1985 a Gero Pfennig subentra Wolfgang Hackel.
- In data 05.10.1987 a Wilhelm F.T. Hahn subentra Diemut Theato.

### Partito Socialdemocratico di Germania
- In data 18.12.1984 a Jürgen Brinckmeier subentra Rüdiger Hitzigrath.
- In data 13.02.1987 a Fritz Gautier subentra Werner Amberg.
- In data 03.03.1987 a Heidemarie Wieczorek-Zeul subentra Barbara Schmidbauer.
- In data 03.07.1987 a Bruno Friedrich subentra Lore Neugebauer.
- In data 15.08.1988 a Jan Klinkenborg subentra Hans-Joachim Beckmann.

### Unione Cristiano-Sociale in Baviera
- In data 01.04.1988 a Heinrich Aigner subentra Günther Müller.

### I Verdi
- In data 19.02.1987 a Frank Schwalba-Hoth subentra Wilfried Telkämper.
- In data 28.02.1987 a Dorothee Piermont subentra Wolfgang von Nostitz.
- In data 05.11.1987 a Friedrich-Wilhelm Graefe zu Baringdorf subentra Jakob von Uexküll.
- In data 11.01.1988 a Brigitte Heinrich subentra Egbert Nitsch.